# Královopolský klášter
Královopolský klášter je bývalý klášter kartuziánského řádu (kartuziánů), nacházející se v Brně, ve čtvrti Královo Pole, v Božetěchově ulici č. 2. Součástí komplexu je také kostel Nejsvětější Trojice. Areál bývalého kláštera je chráněn jako kulturní památka České republiky a vyjma farního chrámu Nejsvětější Trojice je součástí komplexu Fakulty informačních technologií Vysokého učení technického v Brně.

## Historie

### Počátky kartouzy
Kartuziány přivedl na Moravu markrabě Jan Jindřich v roce 1369, kdy z kláštera z Gamingu povolal do Brna Gottfrieda z Anasu. Zakládací listina nové kartouzy v Králově Poli, první na Moravě a teprve druhé v českých zemích, byla markrabětem vydána v srpnu 1375. Klášter zvaný Cella Trinitas byl podporován i syny Jana Jindřicha, jenž ještě téhož roku zemřel. V roce 1387 byly dokončeny cely mnichů, ke klášteru také přiléhala hospodářská stavení. Klášterní kostel Nejsvětější Trojice (oratorium), nacházející se v západní části areálu, byl dle řádových zvyklostí velmi strohý. Jádro kartuziánského komplexu si i v dalších staletích zachovalo původní středověký půdorys s jednotlivými domky mnichů rozmístěnými kolem malé a velké křížové chodby.

### Barokní období
Na místě hospodářských budov jižně od kartouzy byla okolo roku 1688 postavena barokní budova prefektury s polygonálními nárožními věžičkami. Počátkem 18. století vznikl, snad podle projektu Mořice Grimma, nový refektář s knihovnou a v malé křížové chodbě kaple Nejsvětějšího Kříže (později zbořena). V 60. letech 18. století došlo zásluhou převora Athanasia Gottfrieda k výzdobě areálu kláštera i kostela, včetně realizace nového barokního kostelního průčelí. Roku 1775 získaly mnišské domky první patro.

### Zrušení kartouzy a následné využití
V roce 1782 byl klášter během církevních reforem císaře Josefa II. zrušen. Klášterní kostel Nejsvětější Trojice se stal filiálním a později farním (nahradil zbořený kostel svatého Víta) a klášterní komplex začal být využíván jako kasárna a kadetní škola. Od druhé poloviny 60. let 20. století je areál, s výjimkou kostela a nedaleké samostatné farní budovy, v majetku Vysokého učení technického v Brně. V dalších desetiletích zde měla sídlo katedra samočinných počítačů Fakulty elektrotechnické. Z té vznikla v roce 2002 nová Fakulta informačních technologií, která v bývalém kartuziánském komplexu, jejž začátkem 21. století zrekonstruovala a doplnila moderními stavbami, sídlí.

### Podrobnější historie
Také bratr císaře Karla IV., markrabě Jan Jindřich Lucemburský, se rozhodl na sklonku života obohatit své sídelní město o klášter kartuziánů. Potřebné místo mu vykázal uprostřed lesů na návrší nad Brnem, kde měl v osadě Královo Pole venkovskou rezidenci. Dne 13. srpna 1375 zasvětil budoucí kartouzu Nejsvětější Trojici, nadal ji potřebným jměním, vybavil ze zemského práva, osvobodil od povinností a platů a vzal pod svou bezprostřední ochranu. Olomoucký biskup Jan stvrdil fundační listinu svou pečetí o tři dny později. Těžce nemocný zakladatel zemřel již 13. listopadu téhož roku a výstavba domu připadla jeho synovi a nástupci Joštovi. Počet obyvatel kláštera byl stanoven na obvyklých dvanáct bratří s převorem v čele a s potřebnou čeledí. První mniši přišli z dolnorakouské Jemnice a usadili se na zmíněném rytířském hrádku, který byl také následně začleněn do klášterního celku. Roku 1387, když převorové dvou německých kartouz určovali z příkazu generální kapituly hranice královopolského domu, stálo teprve sedm cel, vymezených na severní a západní straně příkopem a na straně jižní zdí. Podobně jako další brněnské architektury druhé poloviny 14. století byla i kartouza postavena z cihel. Jejich omítka iluzívně naznačovala kvádrování a tento výzdobný motiv zařazuje Královo Pole do zajímavé skupiny staveb doby lucemburské s malovanými průčelími, jako byl pražský královský palác Václava IV. na Hradě. Jednolodní halu kostela s polygonálním závěrem dělil lettner se dvěma oltáři na chór otců s hrotitými okny a na chór bratří, osvětlovaný okny kruhovými a oknem západní zdi. Na východě se připojovaly po stranách sakristie a kapitulní síň, na jejichž zdech byly nalezeny stopy původních maleb. Uprostřed chóru otců byl roku 1405 pohřben zakladatelův nejmladší syn, markrabě Prokop.
Nová kartuziánská komunita se záhy včlenila do duchovního života sousedního města: kaplan brněnského farního kostela sv. Jakuba Jan jí roku 1387 daroval celou svou knihovnu, vymíniv si, že mu bude až do smrti v klášteře poskytnuto ubytování s obvyklým zaopatřením. Z Prahy byl do Brna poslán jako převor v letech 1406 až 1408 Hamburčan Jan Rode. Přátelské styky na duchovním poli udržovala kartouza jak s mateřskou Jemnicí, tak se sousední kartouzou dolanskou: příslušné úmluvy byly uzavřeny v letech 1384 a 1415.
Po vypuknutí husitských nepokojů dostal převor povolení v případě potřeby konvent rozpustit a rozsadit řeholníky po sousedních kartouzách. Když přitáhli husité k Brnu, utekla se celá komunita za městské hradby. Opuštěný klášter byl zpleněn a vypálen, jeho statky se dostaly ve válečných zmatcích světským držitelům. V Brně si mniši koupili roku 1448 dům či spíše palác v Jakubské uličce od třebíčských benediktinů. Do 60. let se hlásí dva kodexy, chované dnes ve vídeňské Národní knihovně: královopolskému kartuziánovi Matějovi z Judenburku patřil německý výklad Desatera od proslulého vídeňského dvorního teologa Nicolase von Dinkelsbühl. Část spisu je ilustrovaná, zbytek jeho výzdoby zůstal v podkresbě. Na české poměry třetí čtvrti 15. století neobyčejné bohatě vypravený je zdejší antifonář, zdobený dvěma desítkami figurálních iniciál a dalšími malbami na okrajích jednotlivých listů. Pořízení nákladných rukopisů nám dává nahlédnout do obnovy kláštera v době poděbradské. Podporu krále Jiřího z Poděbrad obrátil vniveč nájezd Matyášových uherských vojsk roku 1468. I přes to, že La Grande Charteuse vypsala na obnovu sbírku po celém řádu, scházely se peníze pomalu. Velkým dobrodincem se ukázala brněnská měšťanská rodina Langů, která v několika generacích pamatovala na kartuziány svými odkazy. Bernard Lang se stal v lednu 1482 novým převorem brněnských kartuziánů, zatímco jeho bratr Antonín stál v čele jemnické kartouzy, aby roku 1490 vystřídal Bernarda v Brně. Zdá se, že následující věk v dějinách brněnské kartouzy vyplňuje stagnace a ve druhé polovině 16. století vrcholí uvolnění tuhé kázně. Když řadový vizitátor požadoval roku 1590 sesazení převora Petra, opřel se mu olomoucký biskup Stanislav Pavlovský, který hlavní příčinu nepořádků viděl právě v častém střídání převorů. Biskup také připomínal vynikající vědeckou pověst Petra Carbonaria, autora díla o hebrejštině, které vyšlo nedlouho předtím tiskem s císařskou podporou. Patrně ze 16. století pochází mariánský obraz, později poničený od Švédů a ctěný až dodnes jako milostný. Rokem 1604 jsou datovány renesanční chórové lavice, které z ořechového dřeva pro kostel vyřezal a architektonickými i figurálními motivy vyzdobil Emerich Thurn. Dvojice velkých lavic z chóru otců jsou zachovány na místě. Menší z chóru břatří jsou dnes v Muzeu města Brna a v pražském Uměleckoprůmyslovém muzeu.
Roku 1619 propadla kartouza konfiskaci protestantských stavů. Po vítězství císařských vojsk sestavil převor soupis škod z let 1619 až 1620, které dohaduje i s uloupenými klenoty a potravinami na dva a půl tisíce zlatých. Klášter byl odškodněn z protestantům zabraného majetku a roku 1626 mohl již půjčit zadluženému městu na vydržování vojska 5000 zlatých. Ještě třikrát byla kartouza vydrancována švédským vojskem, které zde roku 1645 dokonce zřídilo svůj hlavní stan. Po skončení třicetileté války započali převorové, nyní povýšení do stavu moravských zemských prelátů, s obnovou kláštera. Duchovní obnova našla své vyjádření v obnově stavební, probíhající postupně v 50. až 90. letech 17. století. Barokizován byl kostel, byly rekonstruovány gotické cely a poté postaveny nové, areál byl podstatně rozšířen. Nově vznikla budova převorství i dlouhé křídlo průčelí, v jehož patře bylo zřízeno několik hostinských pokojů různé velikosti. Klášterní vstup zdůrazňoval reliéf sv. Bruna nad branou. Představu o tehdejším vzhledu kartouzy nám poskytuje obraz Martina Aretia, namalovaný asi v 70. letech 17. století, dnes uložený ve sbírkách Muzea města Brna.
Labutí písní se stala rozsáhlá nová obnova, kterou podnikl poslední převor kláštera Cellae Trinitatis Anastasius Gottfried ve střízlivém duchu barokního klasicismu od 60. let 18. století. Nové průčelí kostela ozdobil Ondřej Schweigl sousoším Nejsvětější Trojice a sochami sv. Jana Křtitele – patrona poustevníků – a sv. Bruna – zakladatele řádu. Tentýž sochař pracoval na nové vynikajícím hlavním oltáři i na dalších klášterních zakázkách. K malířské výzdobě povolal převor z Vídně proslulého Antona Maulbertsche. Jeho fresky v kapitulní síni se vztahují jednak k životu kartuziánů obecně (alegorie Církve, Mlčenlivosti, postava sv. Bruna), i ke kartouze samé (zakladatel markrabě Jan). Pozoruhodné jsou postavy Janovy příbuzné, královny Žofie, a jejího zpovědníka, sv. Jana Nepomuckého. Maulbertschův spolupracovník Felix Lerder namaloval plátna dvou bočních oltářů kostela. Na stěny chrámu byla ve štukových rámech umístěna řada dvanácti apoštolů od Josefa Sterna. Pozdně barokní úpravy změnily nejen sakrální prostory, ale i řadu cel a dalších objektů. Nad sálem refektáře byla postavena knihovna, pro kterou převor roku 1771 koupil početnou knižní pozůstalost po zemřelém brněnském faráři od sv. Jakuba. Celkem zde bylo 271 rukopisů, 162 inkunábulí a na 3000 tisků. V sálech převorství vybudoval uměnímilovný Anastasius sbírku rytin a nevelkou, ale kvalitní obrazovou galerii. Písemné zprávy hovoří o dílech Dürerových, Leydenových, o Maulbertschových skicách i o Sassoferratově Madoně.
Dne 18. ledna 1782 přečetla císařská komise shromážděným kartuziánům dekret, jímž byl královopolský dům zrušen. Na Moravě byl prvním z dlouhé řady rozehnaných konventů. Mniši směli zůstat dalších pět měsíců pohromadě a rozhodnout se, zda přijmou státní penzi nebo zda odejdou do některé ze zahraničních kartouz, případně přestoupí do jiného řádu. Knihovna byla rozvezena a vydražena, převor, žijící do roku 1814 z penze, postupně rozprodal i své umělecké sbírky. Klášterní budovy byly určeny kasárnám, přilehlé pozemky rozparcelovány. Od vojenské správy převzalo bývalou kartouzu v roce 1964 Vysoké učení technické; v současnosti zde sídlí jeho Fakulta informačních technologií.

## Galerie

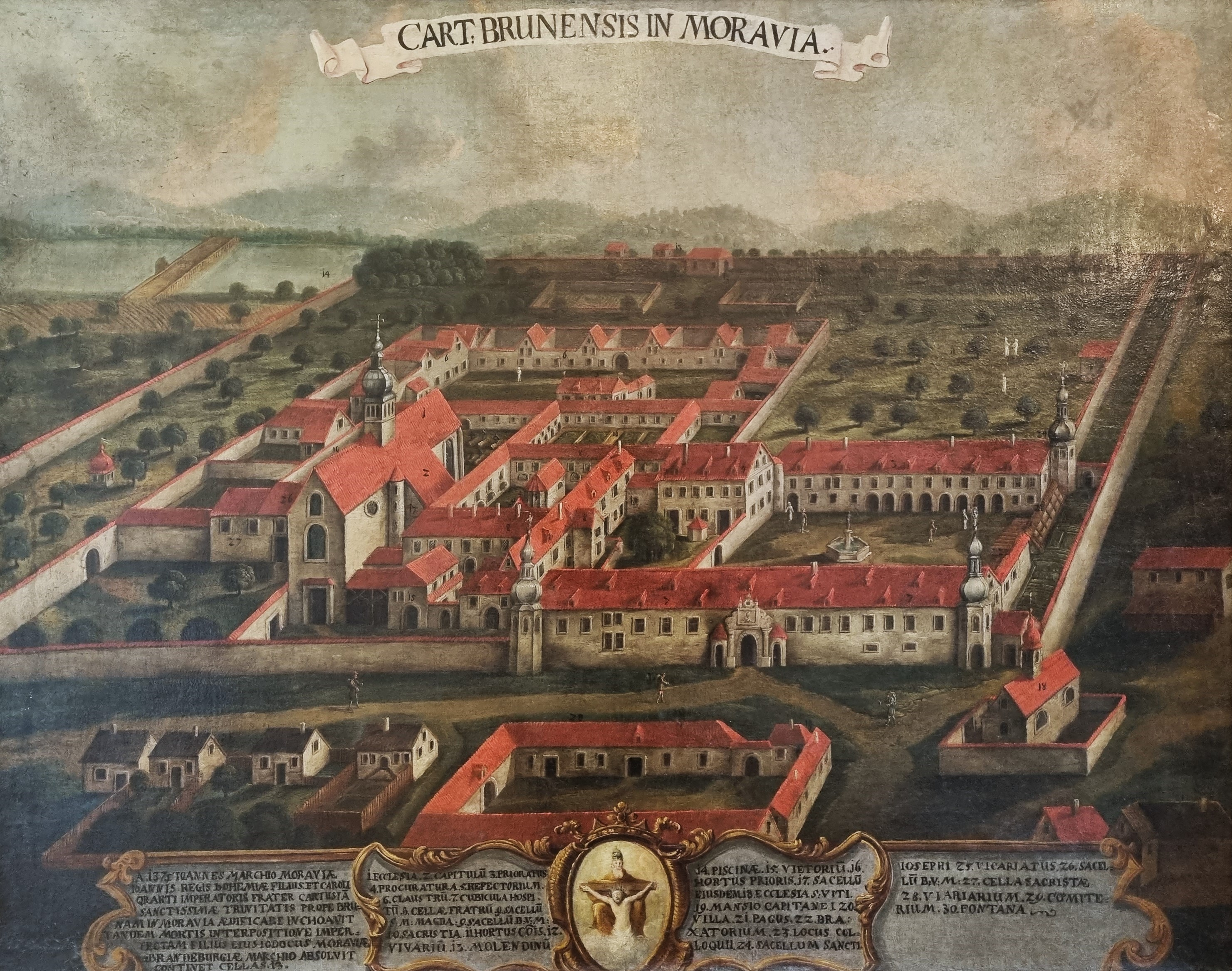
Klášter v 2. pol. 17. stol.
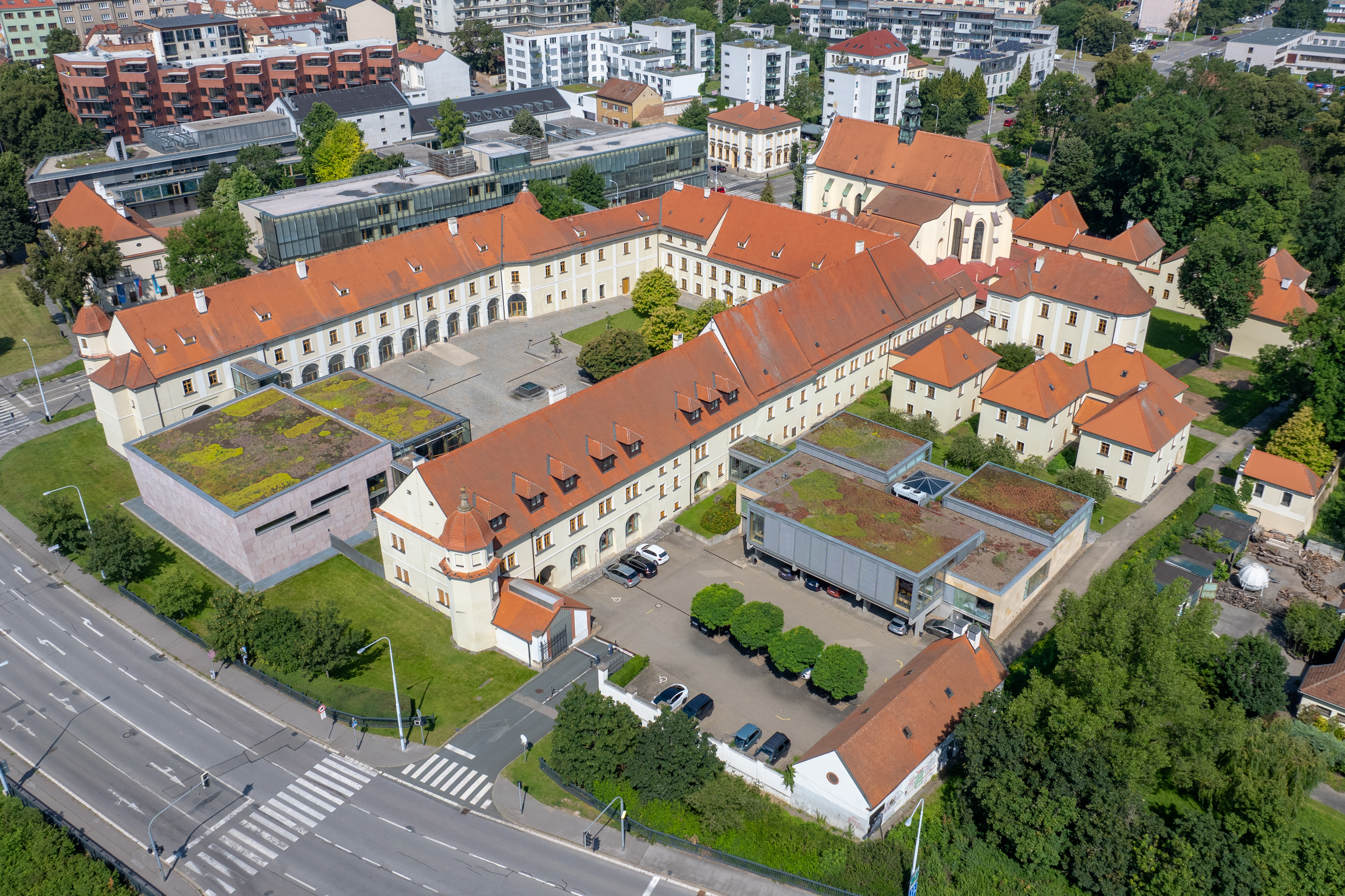
letecký pohled
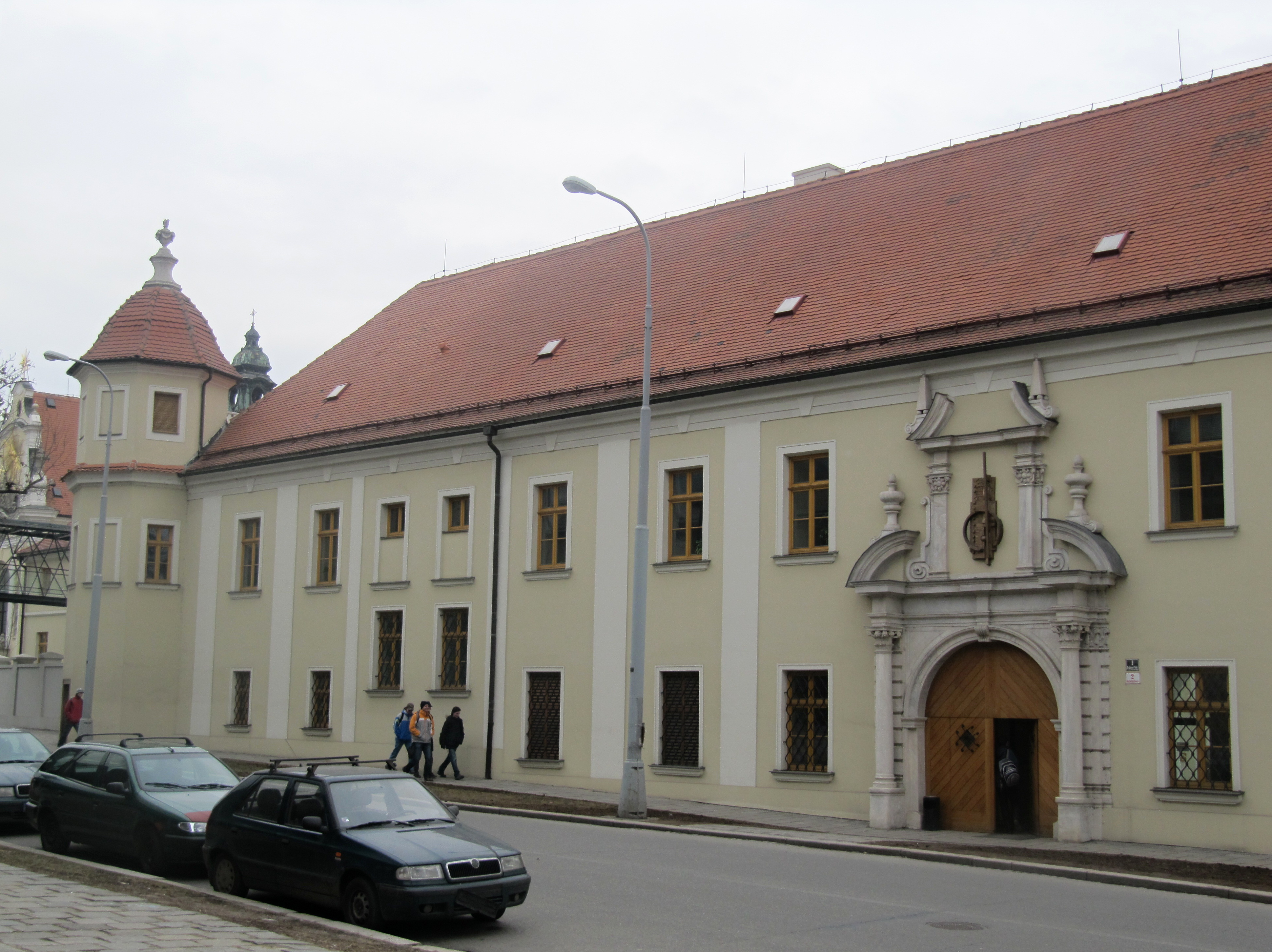
Budova bývalé prefektury
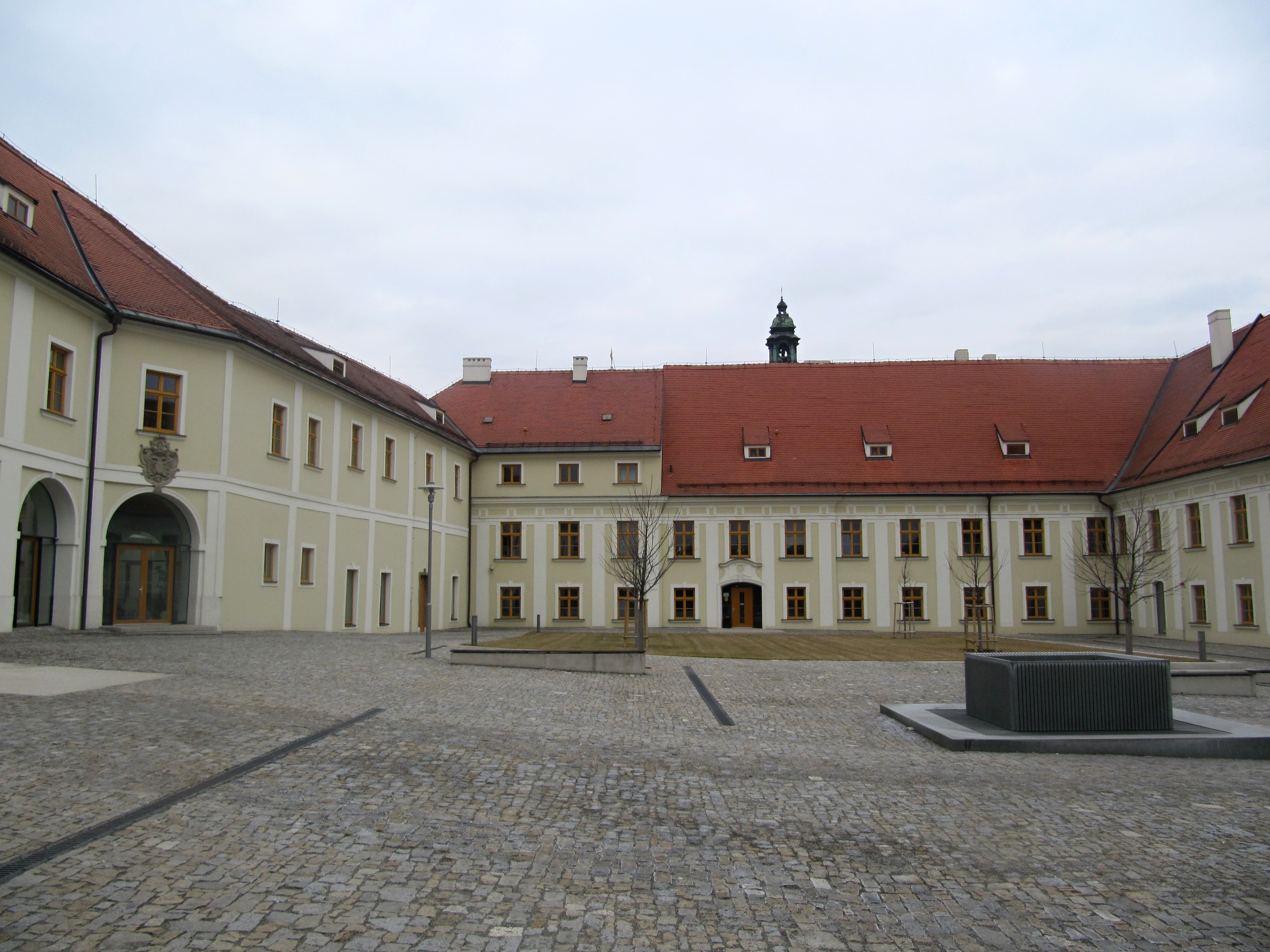
Nádvoří bývalé prefektury
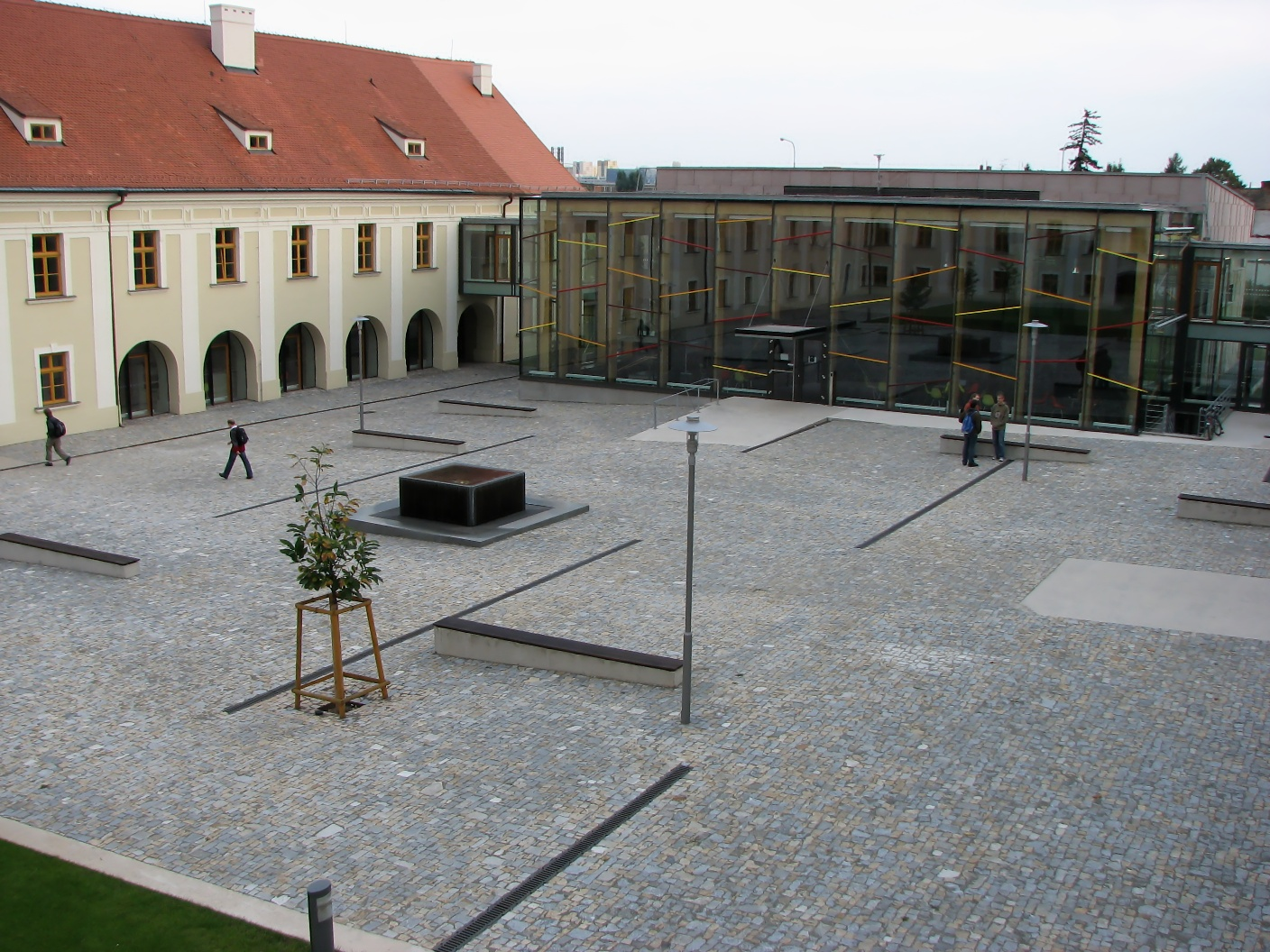
Nádvoří bývalé prefektury s moderní budovou posluchárny
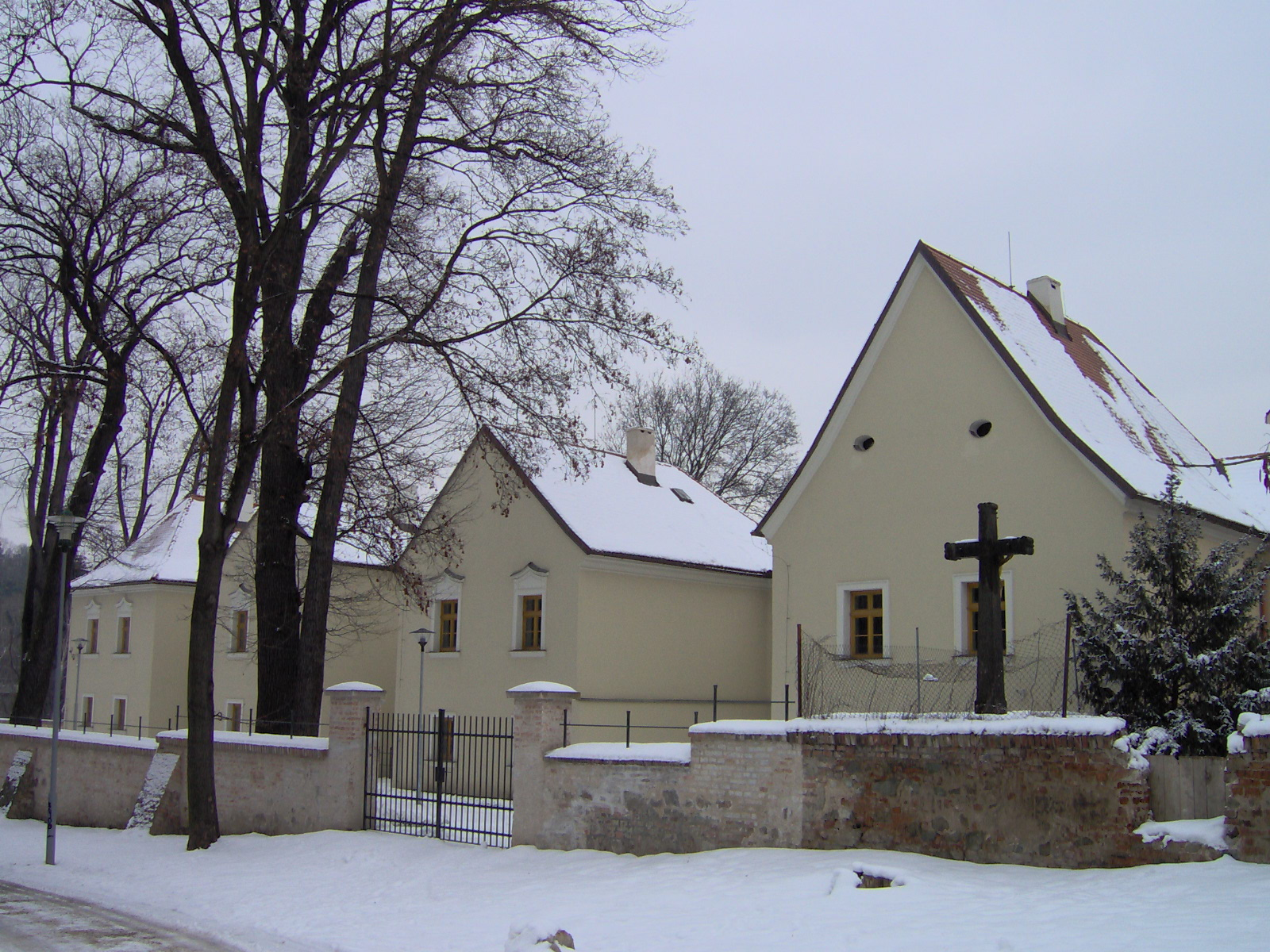
Bývalé mnišské domky kláštera
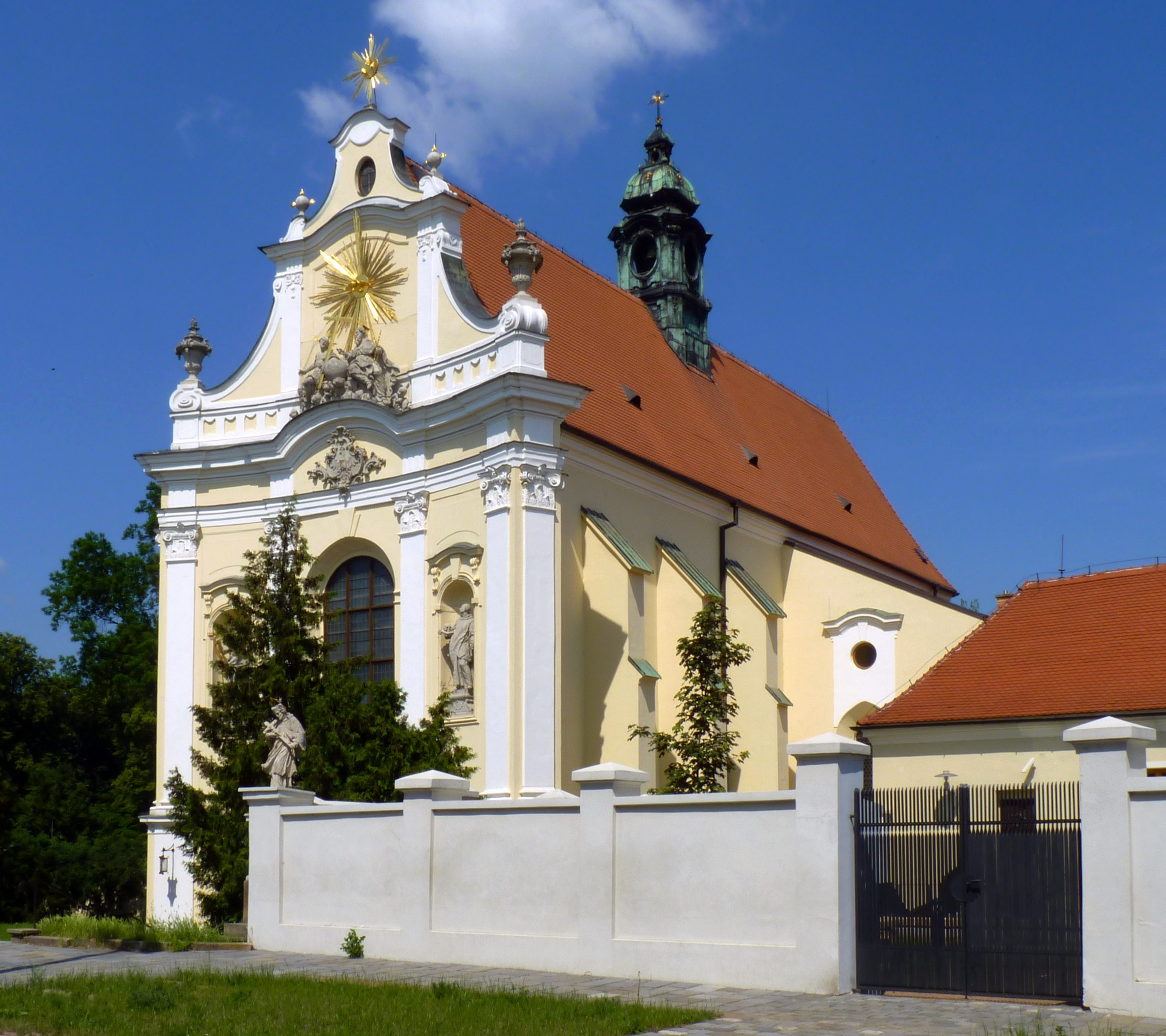
Farní kostel Nejsvětější Trojice, bývalý klášterní kostel